# 欧朗桑
欧朗桑（法語：Aurensan，法語發音：[oʁɛ̃sɑ̃]）是法国上比利牛斯省的一个市镇，位于该省中西部，属于塔布区。

## 地理
欧朗桑（43°18'20"N, 0°5'14"E）面积7.11 平方千米，位于法国奧克西塔尼大區上比利牛斯省，该省份为法国西南部内陆省份，北至热尔省，西接大西洋比利牛斯省，南与西班牙接壤，东临上加龙省。
与欧朗桑接壤的市镇（或旧市镇、城区）包括：萨尔尼盖、巴泽、布尔、希镇、杜尔斯、奥尔莱克斯、托斯塔、昂德雷斯特。

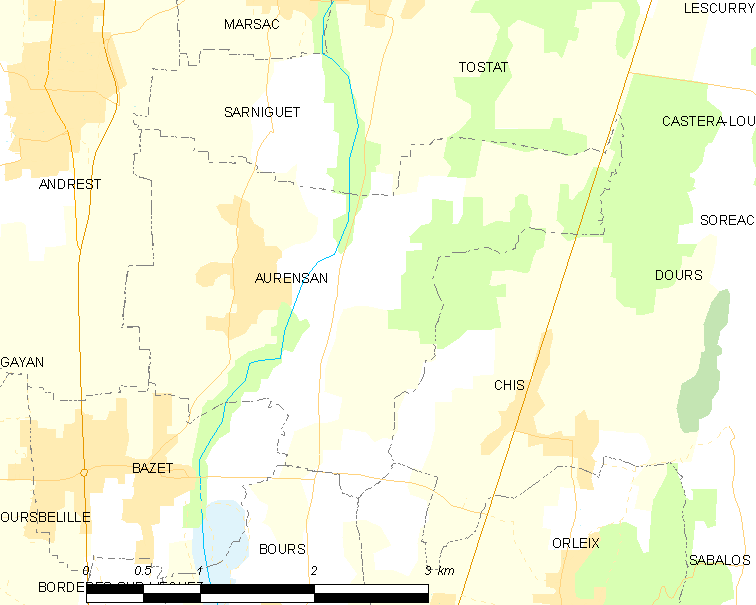
欧朗桑的OSM定位图

欧朗桑的时区为UTC+01:00、UTC+02:00（夏令时）。

## 行政
欧朗桑的邮政编码为65390，INSEE市镇编码为65048。

## 政治
欧朗桑所属的省级选区为比戈尔地区维克县。

## 人口

1962-2008年间欧朗桑人口变化图示

欧朗桑于2022年1月1日时的人口数量为768人。